# オンライン電気自動車

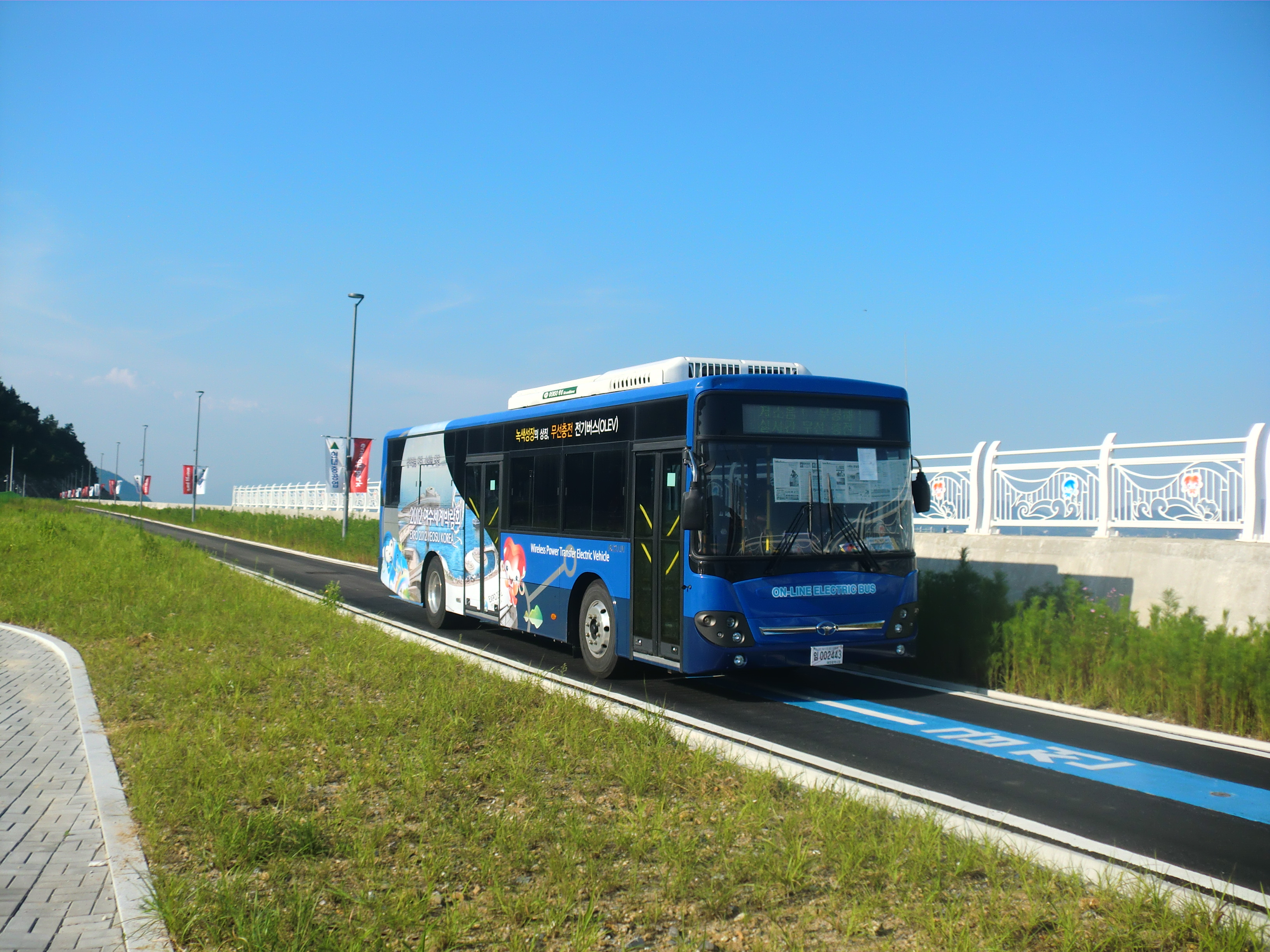
麗水国際博覧会エネルギーパーク内にある実験コースを走るオンライン電気自動車

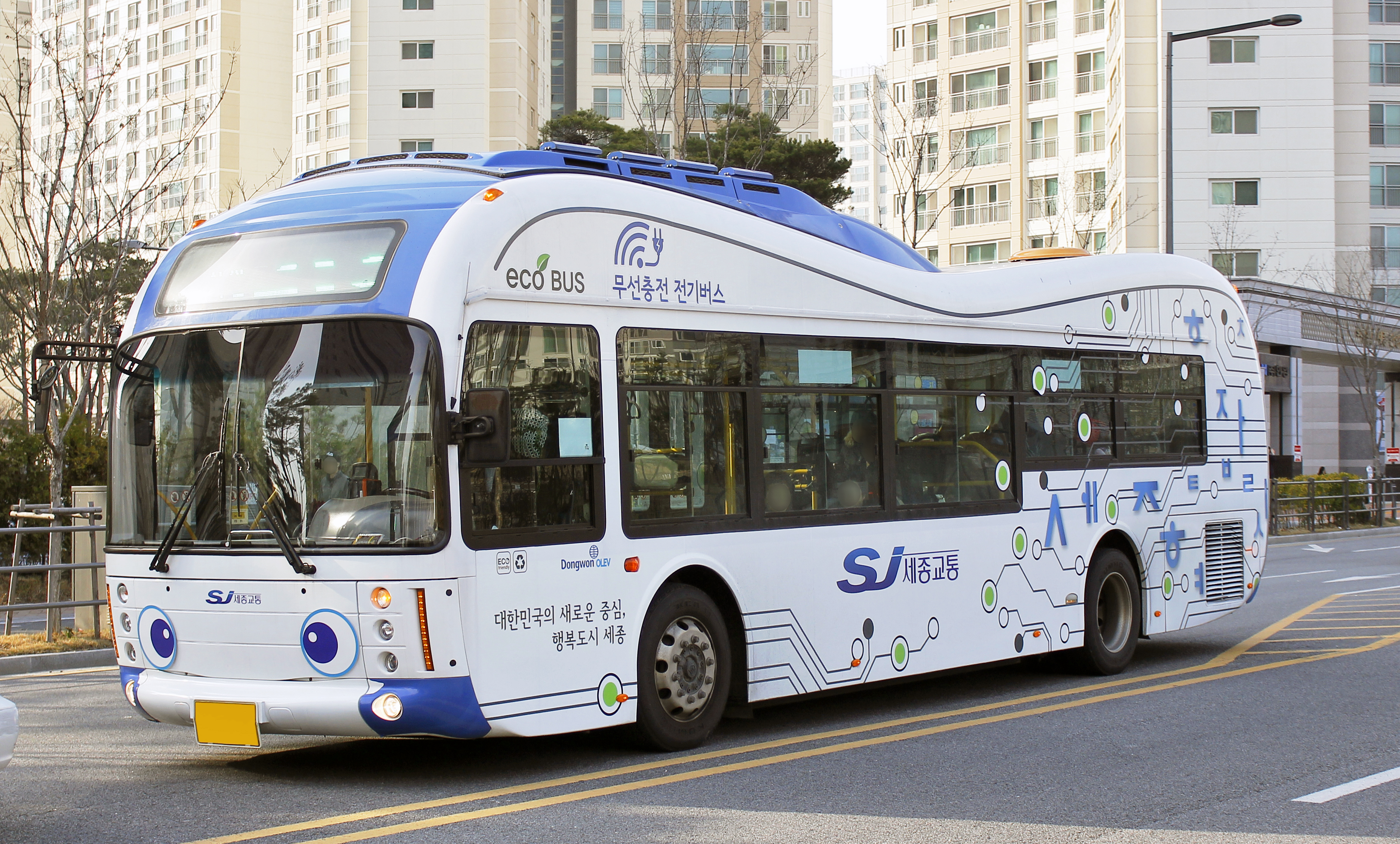
路線バスで運行されているOLEV

オンライン電気自動車（オンラインでんきじどうしゃ、Online Electric Vehicle、OLEV）は地下に埋設した電力線から電磁誘導により電力を供給して走行できる電気自動車である。架線（架空電車線）がない点が従来のトロリーバスと大きく異なる。

## 概要
部分的に電力線を埋設する場合は、走行中にバッテリーに充電することにより、電力線のない区間をバッテリーで走行する。間断なく電力線を埋設する場合には走行にバッテリーを必要としない。停車中のみのコイルと、走行時も使えるレール状給電線との使い分けが必要。
韓国のオンライン電気バスの場合、バッテリー容量が二次電池式自動車の2割程度に抑えられ、運用コストは1/3程度に抑えられる。充電装置を埋め込むのはバス停留所や駐車スペース、交差点など、路線全体の20%。
軌道走行中に充電し、軌道外を電池式EVとして走行する自動車は「2モード電気自動車」と呼ばれており、ドイツでは高速道路にリニアモーターを組み込み、自動車走行中に非接触給電により二次電池へ充電する構想がある。これらの設備がない市中では通常のEVとして走行する。完全に給電場所と走行モードを分ける考え方である。

## 歴史
韓国科学技術院（KAIST）が開発し、2010年にソウル大公園内の循環バスで世界で初めて実用化された。KAISTのオンライン電気自動車（Road-Embedded Rechargers）はタイム誌「2010世界最高の発明品50選」（The 50 Best Inventions of 2010）に選ばれることにより韓国初の自然科学でのノーベル賞候補であるとも言われている。
2014年1月19日にはイギリスのミルトン・キーンズでもアラップとｅフリート・インテグレーテッド・サービス（三井物産の欧州子会社）によって無線充電可能な電気バスの実証実験が開始された。このプロジェクトにはアリーヴァやライトバスも参画している。

## 長所
二次電池式電気自動車との比較
- 非接触給電設備の備わった道路であれば、電池容量に制約されずに走行できる。
- 充電スタンドでの渋滞を解消できる。
- 車載蓄電池の小型化
  - バッテリー容量が少なくて済むため、車両価格が安くなる。
  - 蓄電池の交換コストが安くなる。
  - 軽量化によって運動性能の向上と低消費電力化が期待できる。
  - 運用コストが抑えられる。

## 短所
二次電池式電気自動車との比較
- 停電時に走行に支障が出やすい。
- 電力供給地下架線のあるルート付近でしか走行できない。
- 電力伝送効率が70％程度と、電池式電気自動車に直接充電する場合に比べ、エネルギー効率が低い[8]
- 変電所の建設や給電線の埋設など、インフラ整備に時間と費用がかかる。
- 給電システムの保守に費用がかかる。
- 給電サービスへの課金システムが必要となる。
- 電気代の安い深夜電力で蓄電し昼間に走行するといった使用法ができない。
- 常時誘導電流が流れている場合、誘導電流によって車両が加熱される可能性がある。
- 給電線付近の住民への電磁波の悪影響の可能性が否定できない。
- システムの国際標準化がなされなければ乗用車の普及は難しい。
  - もっとも、これはBEV/PHEVに関してもチャージャーと車体の互換性という形で存在する問題である。
(CHAdeMOが主流の日本で例えるならNACS(テスラ車など)を運用する場合や韓国[9]など規格の違う他国に渡航した場合。)